# Monaster św. Flora w Kijowie
Monaster św. Flora – żeński monaster Ukraińskiego Kościoła Prawosławnego Patriarchatu Moskiewskiego, położony w Kijowie przy ul. Prytyśko-Mikilśkiej 5.
Żeński monaster pod wezwaniem św. Flora działał w Kijowie od XV wieku. Zajmował kompleks drewnianych budynków, które zostały całkowicie zniszczone w ciągu kilku następujących po sobie pożarów. Po 1712 znacznie się powiększył, gdyż do dotychczasowej, bardzo biednej wspólnoty monastycznej dołączyły mniszki ze zlikwidowanego monasteru Zaśnięcia Matki Bożej w Peczersku. Od tego czasu monaster znacznie się wzbogacił i zyskał zespół nowych, znacznie bardziej reprezentacyjnych obiektów. Jako pierwsza została w latach 1722–1732 wzniesiona cerkiew Wniebowstąpienia Pańskiego. Następnie dokonano przebudowy cerkwi-refektarza pod wezwaniem Świętych Flora i Laura na okazalszą cerkiew Tichwińskiej Ikony Matki Bożej.
W 1811 zabudowania klasztoru po raz kolejny zniszczył pożar, w którym zginęło 80 mniszek. W 1821 rozpoczęto prace nad odbudową monasteru, którymi kierował A. Mełeńskyj. Wzniósł on klasycystyczną dzwonnicę ponad bramą wjazdową do monasteru oraz sąsiadujący z nią, utrzymany w podobnym stylu dom ihumenii. Trzy lata później obok budynku szpitala prowadzonego przez zakonnice pojawiła się cerkiew Zmartwychwstania Pańskiego. Ostatnia świątynia monasterska powstała w latach 1840–1844 i nosiła wezwanie Kazańskiej Ikony Matki Bożej. Autorami jej projektu byli P. Sparro i W. Beretti. W monasterze znajdowało się również źródło, uważane za cudowne. Mniszki posiadały także własny cmentarz, położony poza obrębem głównego kompleksu monasterskiego, na Górze Zamkowej.
Po rewolucji październikowej zakonnice zostały zmuszone do opuszczenia monasteru, w którym urządzono fabrykę. Wspólnota wznowiła działalność po upadku ZSRR. W 2006 monaster liczył 150 mniszek i posłusznic.

## Galeria

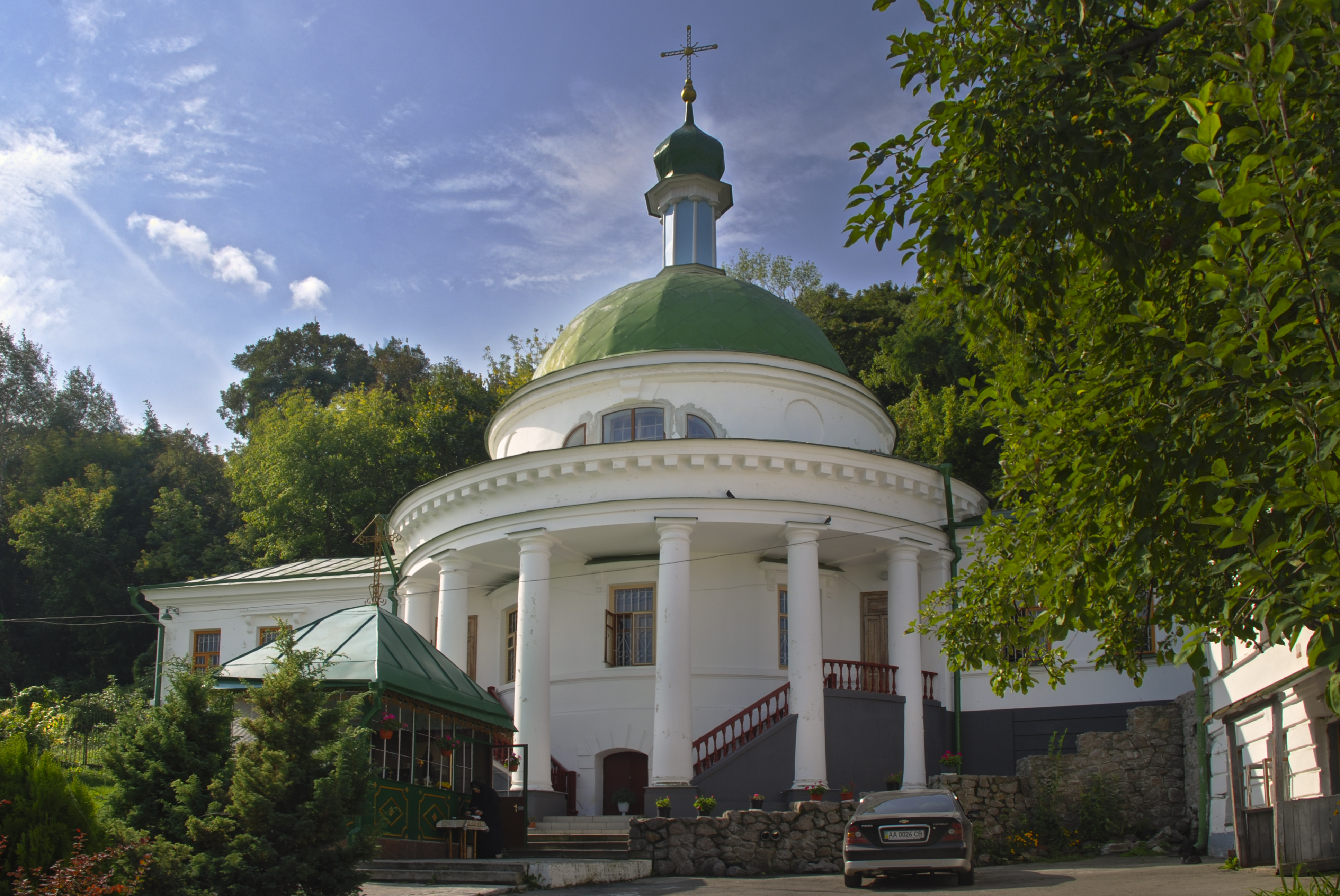
Cerkiew Zmartwychwstania Pańskiego
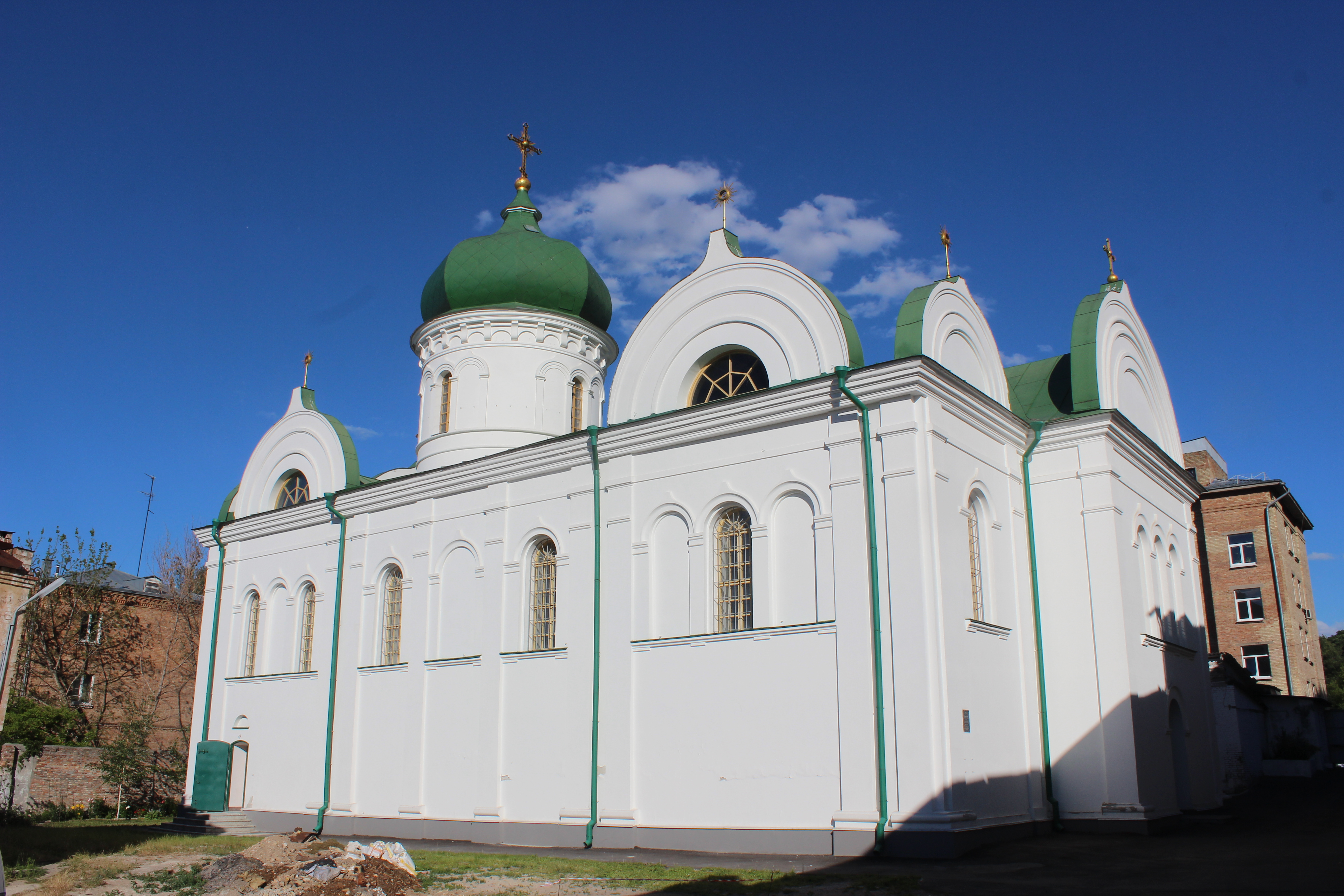
Cerkiew Kazańskiej Ikony Matki Bożej